# Psychiatrische Klinik Uelzen

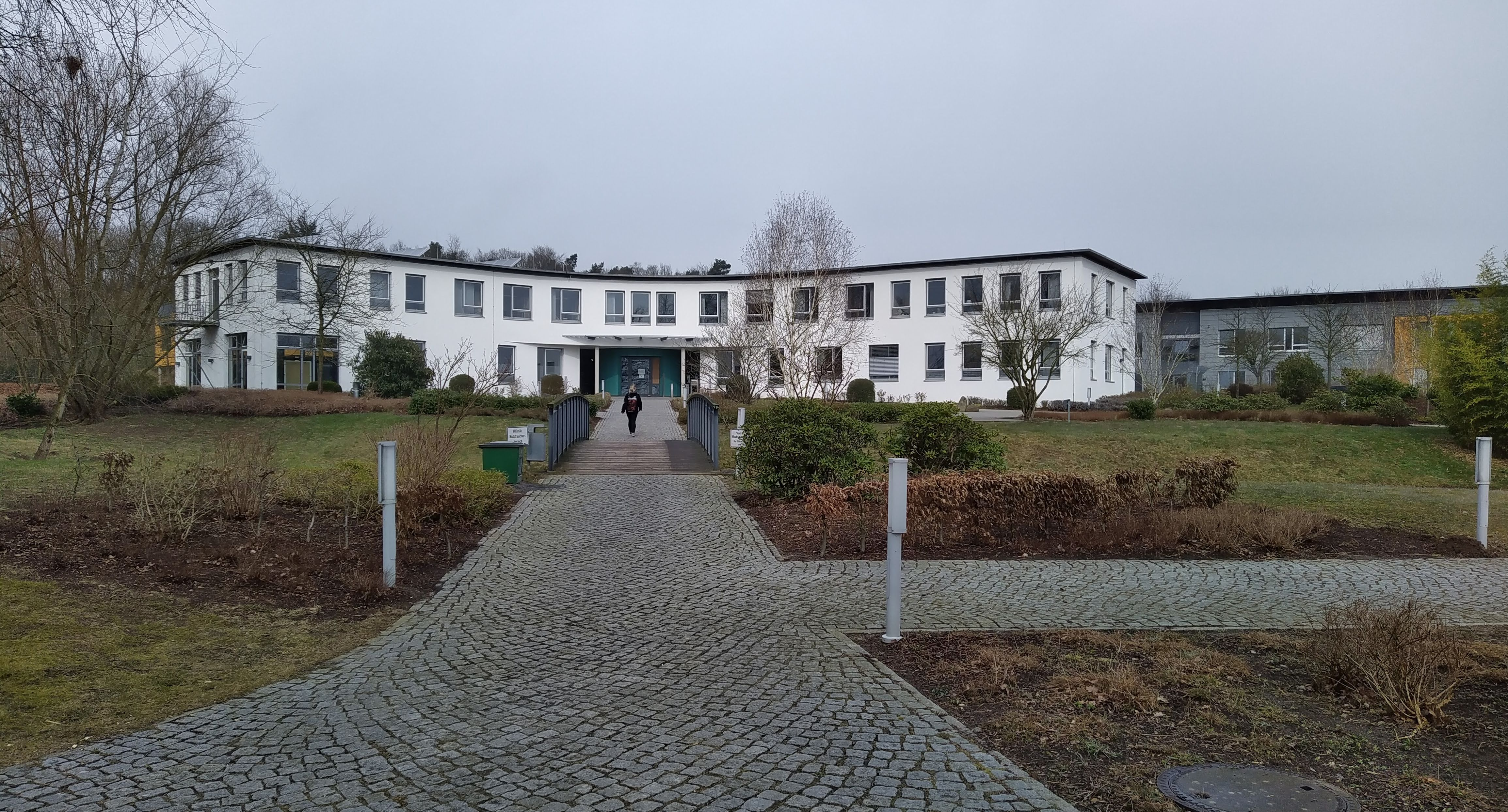
Eingangsbereich

Die Psychiatrische Klinik Uelzen ist ein Fachkrankenhaus für Psychiatrie und Psychotherapie in Uelzen. Sie hat den Versorgungsauftrag für die Landkreise Uelzen und Lüchow-Dannenberg. Träger ist der Verein „Die Brücke“ mit Sitz in Uelzen.
Die Klinik wurde 1964 als „Psychiatrische Klinik Häcklingen“ in der Villa Möllering in Häcklingen gegründet. Sie zog 2007 in einen Neubau nach Uelzen um.
Die Klinik mit 160 Angestellten verfügt über zwei Institutsambulanzen, 32 Plätze in den Tageskliniken und 92 Betten im Akutkrankenhaus.